# فرودگاه ویستلر- گرین لیک واتر
فرودگاه ویستلر- گرین لیک واتر (به انگلیسی: Whistler/Green Lake Water Aerodrome) یک فرودگاه همگانی با کد یاتا YWS است که یک باند فرود آب دارد. این فرودگاه در کشور کانادا قرار دارد و در ارتفاع ۶۴۰ متری از سطح دریا واقع شده است.

## شرکت‌های هواپیمایی و مقصدهای پروازی
| شرکت‌های هواپیمایی                    | مقصدهای پروازی                         |
| ------------------------------------ | -------------------------------------- |
| West Coast Air اجرا توسط Harbour Air | فصلی: ویکتوریا اینر هاربر              |
| Whistler Air اجرا توسط Harbour Air   | فصلی: آبی بندرگاه ونکوور چارتر: ونکوور |